# Tonino Perna
Tonino Perna (Reggio Calabria, 28 gennaio 1947) è un economista, sociologo e politico italiano, vicesindaco di Reggio Calabria dal 29 ottobre 2020 al 19 novembre 2021.
È professore emerito di sociologia economica presso l'Università degli studi di Messina ed editorialista del Manifesto e del Quotidiano del Sud. Dal 2005 fa parte del Comitato scientifico internazionale sul Fair Trade coordinato dal Dipartimento di scienze sociali dell’Università di Montreal.

## Biografia
Dal 2000 al 2005 è stato presidente del Parco Nazionale dell’Aspromonte. In questa veste ha, fra l’altro, sperimentato un sistema anti-incendio che è diventato un modello a livello europeo. Ha altresì fatto coniare dall’Istituto Poligrafico dello Stato la prima moneta locale (L’Ecoaspromonte) che abbia avuto corso in Italia. 
Nel 1998 ha ideato e coordinato la progettazione del parco Ecolandia, parco ludico-tecnologico ambientale ispirato ai miti della Magna Grecia. 
Dal 1998 al 2002 è stato presidente del Comitato Etico della Banca popolare Etica di Padova.
Nel 1999 ha vinto il bando europeo per i parchi letterari con la ideazione e progettazione di Horcynus Orca che è localizzato tra Scilla e Ganzirri (Messina). 
Dal 1983 al 1998 è stato presidente e poi direttore del C.R.I.C (Centro Regionale d’Intervento per la Cooperazione) di Reggio Calabria, per molti anni la più importante Ong del Mezzogiorno. 
Dal 1994 al 1999 è stato incaricato di Istituzioni di Economia presso la Facoltà di Architettura, Corso di laurea in Urbanistica, dell’Università Mediterranea di Reggio Calabria. 
Nel 2000 ha ideato e promosso l’Osservatorio permanente sui Balcani di Trento, grazie al contributo della Provincia autonoma di Trento. 
Si è occupato di lavoro minorile, questione meridionale, rapporto nord/sud e cooperazione internazionale, comportamento dei consumatori, modelli di sviluppo e tutela ambientale. 
Fa parte del comitato scientifico consultivo per l’organizzazione della mostra-convegno “TERRAFUTURA” a Firenze, evento annuale  sulle buone pratiche di vita, di governo e di impresa verso un futuro equo e sostenibile.
È tra i fondatori della rivista “Altraeconomia”, primo tentativo in Italia di mettere insieme cooperazione internazionale, commercio equo e consumo critico.

## Opere

### Saggi
- La Regione Povera, numero monografico della rivista “Incontri meridionali”, maggio 1980, postfazione di Enzo Mingione
- Dipendenza e teoria dell’impresa,(insieme a F.Latella), Marra, Cosenza 1983
- Mercanti, imprenditori, consumatori. Dipendenza e questione alimentare, Franco Angeli, Milano,1984
- Emergenza e solidarietà internazionale  (insieme a P.L. Trombetta), Franco Angeli, Milano 1988
- Lo sviluppo insostenibile. La crisi del capitalismo nelle aree periferiche: il caso del Mezzogiorno. Liguori, Napoli, 1994
- Passage to the West, (a cura di), Dora d’Istria, Tirana, 1995
- Fair trade. La sfida etica al mercato mondiale. Bollati Boringheri, Torino, 1998
- Aspromonte. I parchi nello sviluppo locale. Bollati Boringhieri, Torino, 2002
- Destra e Sinistra nell’Europa del XXI° secolo, Terre di Mezzo, Milano, 2006
- ll manuale del piccolo usuraio, Altreconomia, Milano, 2008
- Dell’usura. La persistenza nello sfruttamento dei bisogni umani (a cura di), Rubbettino, Soveria Mannelli, 2009
- Eventi estremi, Altreconomia, Milano, 2011
- Schiavi della visibilità, Rubbettino, Soveria Mannelli, 2014
- Monete locali e moneta globale: la rivoluzione monetaria nel XXI secolo, Altreconomia, Milano, 2014
- Le città ingovernabili. Il caso Messina, Città del sole, Reggio Calabria 2016
- Pandeconomia. Le alternative possibili, Castelvecchi, Roma, 2020
- Ritorno al futuro. Manifesto per l’Unità d’Italia (insieme a Pino Ippolito Armino), Castelvecchi, Roma, 2020
- Viaggio in Italia. 70 anni dopo Guido Piovene  (insieme a Pino Ippolito Armino), Altreconomia, Milano, 2024

### Opere teatrali rappresentate
- Di Getto, 1968
- Uno di noi, uno come noi, 1969
- Giochiamo, 1970
- Argante e Romeo, 1973

Queste opere sono raccolte, insieme ad altre pièce recenti, nel volume apparso sotto lo pseudonimo Ninello Nerpa, Il teatro dell’identità, Città del sole, Reggio Calabria, 2009. Con la stessa casa editrice sempre come Ninello Nerpa ha pubblicato nel 2010 il Pernacchione (raccolta di poesie e canzoni).

### Racconti ed ecofavole
- Cari amici del Nord … c’era una volta il Sud e c’è ancora, Carta-Intra Moenia, Napoli, 2006
- Il giardino di Dyla e Dod, Terre di mezzo, Milano, 2000
- Quando i funghi più belli …, Terre di mezzo, Milano, 2002
- Visioni dello Stretto (con gli acquarelli di Gianfranco Neri), Rubbettino, Soveria Mannelli, 2017

### Romanzi
- Al Magnifico Rettore - Tesi di laurea, dittico pubblicato da Rubbettino-Ilisso nella collana scrittori calabresi, 2006
- La settimana del dottore Morgante, Città del sole, Reggio Calabria, 2012
- Con beneficio d’inventario, Castelvecchi, Roma, 2019